# Коновалово (Свердловская область)
Конова́лово — деревня в муниципальном округе Первоуральск Свердловской области России.

## География
Коновалово расположено по обоим берегам реки Чусовой, в 13 километрах (по автодороге в 18 километрах) к западу-северо-западу от города Первоуральска. На левом берегу Чусовой находится Верхнее Коновалово, а на правом — Нижнее Коновалово. В посёлке расположен остановочный пункт Гравийный Свердловской железной дороги (главный ход Транссиба).

## История деревни
Деревня получила название от первого поселенца по имени Коновал. Когда строился Билимбаевский завод, для переправы обозов через реку Чусовую нашли наиболее мелкое место для переезда. Как таковой переправы, кроме брода, тут не существовало. Поэтому был поселён на реку Чусовую перевозчиком крестьян Коновал (перевозчиком назывался тот, кто указывал место брода, проводил обоз через реку). Позже, в середине 1730-х годов, когда Сибирский тракт прошёл через Билимбаевский завод и Шайтанский завод, сюда по распоряжению властей поселили из Кунгурского уезда несколько семейств государственных крестьян, которые в виде повинности должны были заниматься перевозом (переводом) проезжающих обозов через реку Чусовую и разработкой пашни.
В XVIII—XIX веках жители приобретали работами при заводской домне, занимались доставкой на Билимбаевский, Верх-Исетский, Шайтанский и Уткинский заводы руды и угля. Летом работали в Верхотурском уезде и в Оренбургской губернии на приисковых работах. Хлебопашеством, за неимением земли, занимались немногие; сеяли в «переменах».
В 1931 году в деревне создали колхоз «Новая деревня». Теперь угодья отошли СХПК «Битимский».

## Население
| 2002 | 2010 |
| ---- | ---- |
| 142  | ↗169 |